# كشاجم
أَبُو اَلْفَتْحِ مُحَمَّدُ بْنُ مَحْمُودِ بْنِ اَلْحُسَيْنِ بْنِ اَلسِّنْدِيِّ بْنِ شَاهَكَ اَلرَّمْلِيُّ (حوالي 902-970) المعروفُ بلقبه كَُشَاجِم أو قشاجم (بِضَمِّ الكافِ وَبِفَتْحِها)، نِسبتُهُ إلى الرَّمْلَةِ بِفِلَسطِينَ، شاعر وأديب مسلم شيعي، من كتاب الإنشاء وهو من أصل هندي. تنقل بين دمشق وحلب والقدس وبغداد وحمص. واستقر أخيرا في حلب بسورية، فكان من شعراء عبد الله -والد سيف الدولة بن حمدان- ثم ابنه سيف الدولة أمير حلب. له ديوان شعر ومصنفات أخرى كأدب النديم والمصايد والمطارد والرسائل وخصائص الطرب والطبيخ حيث يقال أنه كان يعمل طباخا لسيف الدولة الحمداني.
وقد اشتهر كشاجم في حلب وبين شعرائها وفي بلاط سيف الدولة، ولفظة ولقب كشاجم منحوتة، وتعني من علوم كان يتقنها:الكاف للكتابة، والشين للشعر، والألف للإنشاء، والجيم للجدل، والميم للمنطق، وقيل: لأنه كان كاتبا شاعراّ اديبا جميلا مغنيا في مجالس حلب التي تكثر فيها مجالس الشعر والغناء والأدب، وتعلم الطب فزيد في لقبه طاء، فقيل طكشاجم ولم يشتهر به وبقي كشاجم وعرف بين شعراء حلب بهذا اللقب.

## إرثه
جده هو والي هارون الرشيد المشهور السندي بن شاهك، لذلك وثق قشاجم في أعماله حياة البلاط العباسي في قلب العصر الذهبي الإسلامي بشكل واضح. كان من حاشية سيف الدولة الحمداني، اشتهر بكونه رائد المقطوعات الوصفية، وهي قصائد قصيرة ولكنها معقدة للغاية ذات موضوع واحد تدور حول مواضيع جسدية ودنيوية غالبًا ما يتم صياغتها على شكل ألغاز. في شعره، سجل قشاجم بوضوح الجوانب الطهوية والاجتماعية والفكرية للحياة في البلاط في عهد الدولة الحمدانية (944-1002). وباعتباره نديمًا (رفيقًا للنعم) وظريفًا (جزءًا من النخبة المثقفة الراقية)، غالبًا ما تناول قشاجم فن إهداء الهدايا. كان يعتقد أن الصقور والأحجار الكريمةوالمرايا اليدوية وأمشاط الشعر والشموع وخفافات الذباب والعطور والبخور كلها هدايا مناسبة تمامًا للخلفاء المحبوبين والأصدقاء الأعزاء. ومن المعروف أن العباسيين استخدموا الشموع والمصابيح الزيتية. ومع ذلك، حيث كانت المصابيح الزيتية أكثر سهولة في الحصول عليها وبالتالي تستخدم عادة في الأماكن الدينية والتعليمية مثل المساجد، كانت الشموع أكثر تكلفة. كانت الشموع (المصنوعة إما من شمع العسل أو العنبر) تستورد خصيصًا من الموصل لاستخدامها في التجمعات الاجتماعية والثقافية للطبقة العليا. كانت الشمعدانات الفضية والنحاسية المزخرفة المنقوشة بأبيات المدح (سواء للخليفة أو الشمعة نفسها) مستقرة في بلاط العباسيين، وغالبًا ما كان الشعراء يتنافسون لتقديم أفضل ما لديهم من نثر وشعر على الشموع والشمعدانات. تُنسب نقوش كأس بالمر إليه، والكأس محفوظ في المتحف البريطاني.

## مؤلفاته
من أشهر كتبه: أدب النديم، وكتاب المصائد والمطارد، وخصائص الطرب.

## وصلات خارجية
- ديوان الشاعر كشاجم كاملا من بوابة الشعراء